# Баркли, Вера
Вера Чарльзуорт Баркли (англ. Vera Charlesworth Barclay; 1893—1989) — одна из первых представительниц женского лидерства в английском скаутском движении, игравшая ведущую роль во внедрении программы Wolf Cub для младших подростков, как в Великобритании, так и во Франции. Писательница; автор множества детских рассказов и учебных пособий по скаутингу.

## Биография
Вера Баркли родилась 10 ноября 1893 года в семье священнослужителя англиканской церкви Чарльза Баркли и его жены Флоренс Луизы Чарльзуорт, преуспевающей романистки.
Баркли присоединилась к скаутскому движению и взяла на себя руководство отрядом бойскаутов в 1912 году. В 1913 году основатель скаутского движения Роберт Баден-Пауэлл запустил предварительный проект для младшего юношеского возраста, чтобы они могли присоединиться к скаутам до возраста 11 лет. Младшую группу скаутов назвали «волчатами». К Баркли постоянно обращались деревенские мальчишки, желавшие присоединиться к отряду, поэтому она создала первую группу для младшего возраста и убедила свою младшую сестру Анджелу возглавить её. Баркли поняла, что найдётся много женщин, готовых работать с такими детьми, и написала статью под названием «Как леди может обучать малышей» (англ. How a Lady Can Train the Cubs); она была опубликована в официальном журнале скаутов в январе 1915 года.
В июне 1916 года Баркли присутствовала на встрече лидеров в штаб-квартире скаутской ассоциации в Лондоне. Её статья явно привлекла внимание Баден-Пауэлла, и он пригласил её стать секретарём в Имперской штаб-квартире скаутов. Она приняла предложение. Одной из её первых задач было помочь Баден-Пауэллу отредактировать черновики для «Справочника волчонка», который был опубликован в декабре 1916 года. Баркли придумала множество тестов и значков, которые появились в этом первом издании. В 1920 году она организовала 500 «волчат» на 1-й скаутском сборе на арене «Олимпиа» в Лондоне, которые исполнили «Великий вой» (англ. Grand Howl); в конце церемонии ей была вручена награда «Серебряный Волк» (англ. Silver Wolf Award) за заслуги «самого исключительного характера».
В начале 1920-х годов Баркли была частым гостем во Франции, и в 1923 году в этой стране также организовала скаутское движение.

## Литературная деятельность
Баркли написала много книг для детей, а также о христианстве и скаутинге. Возможно, её самые известные работы — серия рассказов для девочек «Джейн». Она написала несколько книг под псевдонимами Маргарет Бич и Вера Чарльзуорт, а одна детективная история была опубликована под именем Хью Чичестер.